# Pilichowo (województwo mazowieckie)
Pilichowo – wieś sołecka w Polsce położona w województwie mazowieckim, w powiecie płockim, w gminie Bulkowo.
| SIMC    | Nazwa    | Rodzaj     |
| ------- | -------- | ---------- |
| 0561626 | Romanowo | przysiółek |

Wieś szlachecka Pilchowo położona była w drugiej połowie XVI wieku w ziemi wyszogrodzkiej. W latach 1975–1998 miejscowość administracyjnie należała do województwa płockiego.
We wsi znajduje się parafia pw. św. Marii Magdaleny.